# Bocigas
Bocigas – gmina w Hiszpanii, w prowincji Valladolid, w Kastylii i León, o powierzchni 16,32 km². W 2011 roku gmina liczyła 93 mieszkańców.